# Ordre public
Ordre public är en rättsordning där inhemska domstolar i mål med internationell anknytning hyser betänkligheter att tillämpa den utländska rättsordningen då tillämpning av den utländska rättsordningen anses stå i strid med den inhemska.
Ordre public kan tillämpas både i en rättegång och vid erkännande eller verkställighet av utländsk dom.
Ordre public (ibland betecknat som ordre public-förbehållet) är en allmänt erkänd princip även i avsaknad av uttryckligt lagstöd. En domstol kan därför alltid under hänvisning till ordre public vägra att tillämpa främmande rätt eller verkställa ett utländskt avgörande, som anses strida mot ordre public.

## Ordre public i Sverige
Om till exempel en främmande lag, som i Sydafrika 1949-1985 eller i flera amerikanska delstater före 1967 lägger rashinder i vägen för ingående av äktenskap, bör detta anses stå i strid med svensk ordre public. Ett nära besläktat hinder, som är vanligt i många länder med muslimsk familjerätt, är religionshinder eller nationalitetshinder.
Det omvända förhållandet kan vara fallet. Ett i Israel ingånget äktenskap mellan en judisk kvinna och en icke-judisk man förklarades på mannens talan av israelisk domstol ogiltigt på grund av att det hade ingåtts mellan en judinna och en icke jude. Mannen ansökte sedan hos Svea hovrätt att domen även skulle vara giltig i Sverige. HovR kom till slutsatsen att domen, som grundade sig på det israeliska religionshindret, stred mot svensk ordre public.(Se NJA 1983 C 76).
Rättsfallet NJA 1964 s. 1 gällde fastställande av en fransk dom med bifall till en negativ faderskapstalan. Enligt då gällande svenska lagvalsregler skulle mannens lex patriae, fransk rätt, tillämpas. Fransk rätt gav dock inte barn rätt att föra sådan talan. Högsta domstolen vägrade därför fastställelse av den franska domen.
I NJA 1969 s. 301, som rörde fastställande av faderskap, fanns anknytning till finsk och svensk rätt. Invändningen att enligt den finska faderskapslagen kan faderskap till utomäktenskapligt barn inte fastställas av domstol, ogillades enär den stred mot svensk ordre public såsom oförenlig med grundläggande principer för svensk rättstillämpning.
I NJA 1989 s. 95 uppkom - rörande en marockansk äktenskapsskillnad - frågan om huruvida viss handling, utvisande mannens ensidiga förskjutande av hustrun, är sådan att prövning av äktenskapsskillnadens giltighet i Sverige kan ske enligt 3 kap 8 § lagen (1904:26 s 1) om vissa internationella rättsförhållanden rörande äktenskap och förmynderskap.  
I målet blev följande utrett. Enligt marockansk lag kan äktenskapsskillnad i speciella fall komma till stånd genom ett domstolsförfarande (tetliq). Ett sådant förfarande används dock mycket sällan. Det vanligaste sättet att uppnå äktenskapsskillnad är i stället att mannen enligt muslimsk lag förskjuter hustrun (talaq). Förskjutandet är i allmänhet en ensidig åtgärd från mannens sida, vilken i Marocko skall ske i form av en förklaring inför två muslimska notarier (adoul). Dessa skall upprätta en handling över förskjutandet, vilken därefter skall godkännas av en domare (cadi). En särskild form av förskjutande, kallat "förskjutande mot gottgörelse" (talaq el khol), grundar sig på en gemensam viljeförklaring av båda makarna. Hustrun samtycker sålunda till att mannen förskjuter henne och det är i själva verket ofta så, att mannen förskjuter henne på hennes egen begäran. Ett sådant förskjutande är oåterkalleligt och medför att äktenskapet omedelbart upplöses. Handlingen som åberopades hade upprättats av två namngivna notarier vid domstolen (tribunal de première instance) i staden Al Hoceima och godkänts av domaren i staden. Av handlingens rubrik och innehåll framgick att det var fråga om "förskjutande mot gottgörelse". Av handlingen framgick vidare att makarna , vilka båda vid denna tid var marockanska medborgare,  inställt sig inför de två notarierna, att hustrun därvid lät sig förskjutas av mannen. samt att hon i samband därmed avstått från de rättigheter som grundade sig på äktenskapet och överlämnat vårdnaden om makarnas son, född 1981, till mannen, dock med bibehållande av rätt till umgänge med sonen.
Högsta domstolen konstaterade att en äktenskapsskillnad genom förskjutande enligt muslimsk rätt är i princip att betrakta som en sådan privat äktenskapsskillnad vars giltighet i Sverige inte kan prövas enligt 3 kap 8 § i 1904 års lag. När, såsom i förevarande fall, förskjutandet i enlighet med tillämplig nationell lag sker genom en inför domstol eller myndighet avgiven förklaring, vilken på ett betryggande sätt registreras i form av ett officiellt dokument, bör dock detta dokument kunna anses tillräckligt som underlag för en prövning enligt nämnda lagrum av äktenskapsskillnadens giltighet i Sverige. Det åberopade dokumentet kunde utgöra underlag för en sådan prövning. Målet återförvisades därför till hovrätten. Slutsatsen som kan dras är att tillvägagångssättet inte stred mot svensk ordre public.
Vid verkställighet här i riket enligt lagen (1962:512) om indrivning i Sverige av underhållsbidrag, fastställda i Danmark, Finland, Island eller Norge, av finsk domstols utslag, i vilket underhållsskyldigheten fastställts med tillämpning av finska rättsregler, har preskriptionsreglerna i 7 kap 9 § FB inte ansetts tillämpliga.
Högsta domstolen har tydligen inte ansett den finska domen oförenlig med grundläggande principer för svensk rättstillämpning.
I en talan mot sin far yrkade en i Tyskland bosatt vuxen son att fadern skulle utge underhållsbidrag. På grund av sonens hemvist skulle frågan bedömas enligt tysk rätt enligt vilken föräldrar har underhållskyldighet även mot vuxna barn. Fadern invände att sådan skyldighet inte förelåg enligt svensk rätt och att därför yrkandet skulle ogillas såsom stridande mot svensk ordre public. Invändningen ogillades och underhållsbidrag utdömdes.
Lagar kan innehålla inslag av ordre public såsom lag (1904:26 s.1) om vissa internationella rättsförhållanden rörande äktenskap och förmynderskap och lag (1971:796) om internationella rättsförhållanden rörande adoption som båda visar tydliga inslag av ordre public.

## Fotnoter
1. 1 2  https://lagen.nu/1904:26_s.1
2. ↑  https://lagen.nu/dom/nja/1989s95
3. ↑  https://lagen.nu/dom/nja/1984s25
4. ↑  https://lagen.nu/dom/nja/1993s420
5. ↑  https://lagen.nu/1971:796